# 1829 en littérature
| Années de la littérature : 1826 - 1827 - 1828 - 1829 - 1830 - 1831 - 1832    |
| Décennies de la littérature : 1790 - 1800 - 1810 - 1820 - 1830 - 1840 - 1850 |

Cet article présente les faits marquants de l'année 1829 en littérature.

## Événements
- Apparition du prix unique du livre en Angleterre.
- Le travail de conception de la première encyclopédie américaine, the Encyclopedia Americana, commence.
- Le roi birman Bagyidaw commande la Chronique du Palais de cristal

- 18 juillet : Honoré de Balzac rédige la Maison du chat-qui-pelote à Maffliers, non loin de la demeure des Talleyrand-Périgord où séjourne la duchesse de Castries.
- 1er août : fondation à Paris de la Revue des deux Mondes.

## Essais
- Physiologie du mariage, d'Honoré de Balzac.
- Histoire du peuple russe de Nikolaï Polévoï (1829-1833).
- Auguste Levasseur Lafayette en Amérique, Librairie Baudouin
- Le général prussien Carl Philipp von Clausewitz écrit « De la guerre ».
- Le Dernier Jour d'un condamné, essai contre la peine de mort de Victor Hugo.
- Publication des Mémoires de Saint-Simon.
- Histoire des croisades, de Michaud.
- Les progrès de la révolution et de la guerre contre l’église, de Lamennais.

## Poésies
- Album du jeune âge de Marceline Desbordes-Valmore.
- Charles Augustin Sainte-Beuve, Vie, poésies et pensées de Joseph Delorme
- Le Démon de Mikhaïl Lermontov (1829-1839).
- Harmonies poétiques et religieuses de Lamartine.
- Les Orientales recueil de vers de Victor Hugo.
- Succès des Contes d’Espagne et d’Italie, recueil de vers de Musset.

## Romans
- 5 mars : Prosper Mérimée, Chronique du règne de Charles IX, roman historique, publié sous un pseudonyme.
- 28 mars : Honoré de Balzac, Les Chouans, roman historique, sous le titre : Le dernier Chouan ou la Bretagne en 1800.
- août-novembre : La marraine de George Sand.
- Michel Zagoskine lance le genre de la nouvelle historique avec Iouri Miloslavski ou les Russes en 1612.
- Légende héroïque allemande, des frères Grimm.
- L'écrivain russe Alexandre Pouchkine publie « Eugène Onéguine ».
- L'Enlèvement de la redoute, Mateo Falcone, et Tamango, nouvelles de Mérimée.
- Octobre : La Maison du chat-qui-pelote, de Balzac.

## Théâtre
- 24 octobre : Othello, le More de Venise de Shakespeare traduit par Vigny est représenté à la Comédie-Française.
- Succès de la pièce de Dumas, Henri III et sa cour.

## Principaux décès
- 25 septembre : Antoine-Eugène Gaulmier, poète français (° 6 janvier 1795).